# Mary (Turkmenistan)

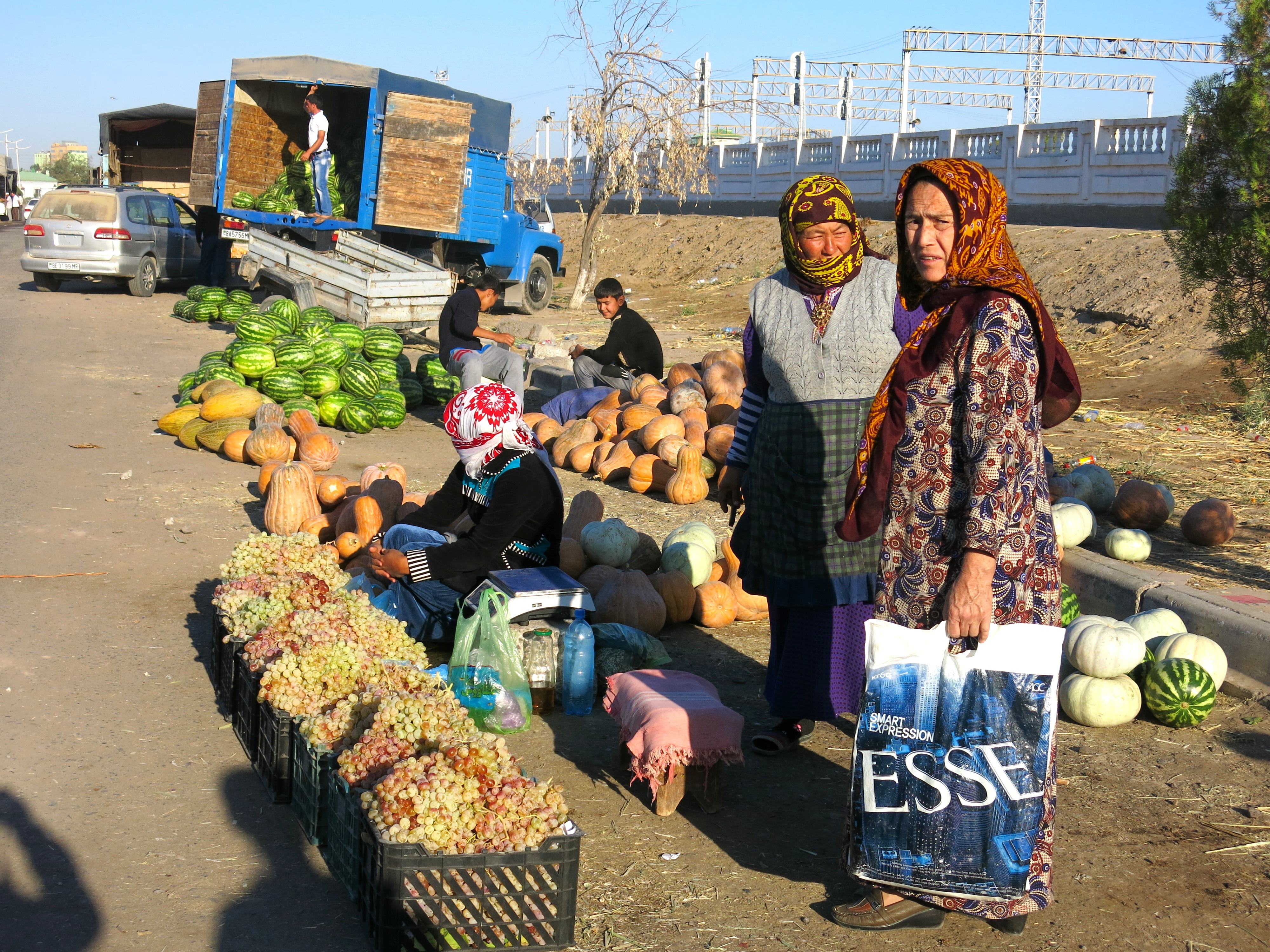
Bauernmarkt am Gök Basar

Mary ist eine Stadt im Südosten Turkmenistans mit 167.027 Einwohnern (Stand: 2022). Sie ist die Hauptstadt der Verwaltungseinheit Mary welaýaty und wurde bis 1930 ebenfalls, wie die etwa 30 km entfernte Ruinenstadt, Merw genannt.

## Geografie
Die Stadt liegt an einer Oase in der Karakum, am Fluss Murgab. Sie wird durch die Transkaspische Eisenbahn erschlossen.

## Industrie
Mary ist ein Zentrum der turkmenischen Erdgas- und Baumwolle-Produktion, die zwei wichtige Exportprodukte des Landes darstellen. Die Region um Mary ist auch das Zentrum der turkmenischen Gaschemie mit der Herstellung von Stickstoffdünger, Ammonsalpeter, Ammoniak, nichtkonzentrierter Salpetersäure und Verpackungen aus Polypropylen. Mary wurde 1884 ursprünglich als ein russisches Verwaltungszentrum gegründet. Die Region Mary verfügt über die größten Erdgasvorkommen in Turkmenistan. Das Erdgasfeld Schatlyk, eines der wichtigsten der Region, wurde hier erst 1968 entdeckt. In Mary gibt es unter anderem eine Maschinenfabrik, eine Baumwollreinigungsanlage, eine Baustofffabrik, die Stickstoffdüngerfabrik (die größte Fabrik in Turkmenistan) und eine Zuckerfabrik.

## Militärstützpunkt
Der Militärstützpunkt Mary und vor allem dessen Flughafen unweit der iranischen und afghanischen Grenze gilt als einer der strategisch wichtigsten in ganz Zentralasien und war Anfang des Jahrzehnts auch der größte; die Vereinigten Staaten sollen sich mehrfach, jedoch bislang vergeblich um seine Nutzung bemüht haben. Mary war bereits einer der größten Stützpunkte der Sowjetarmee gewesen.

## Sehenswürdigkeiten

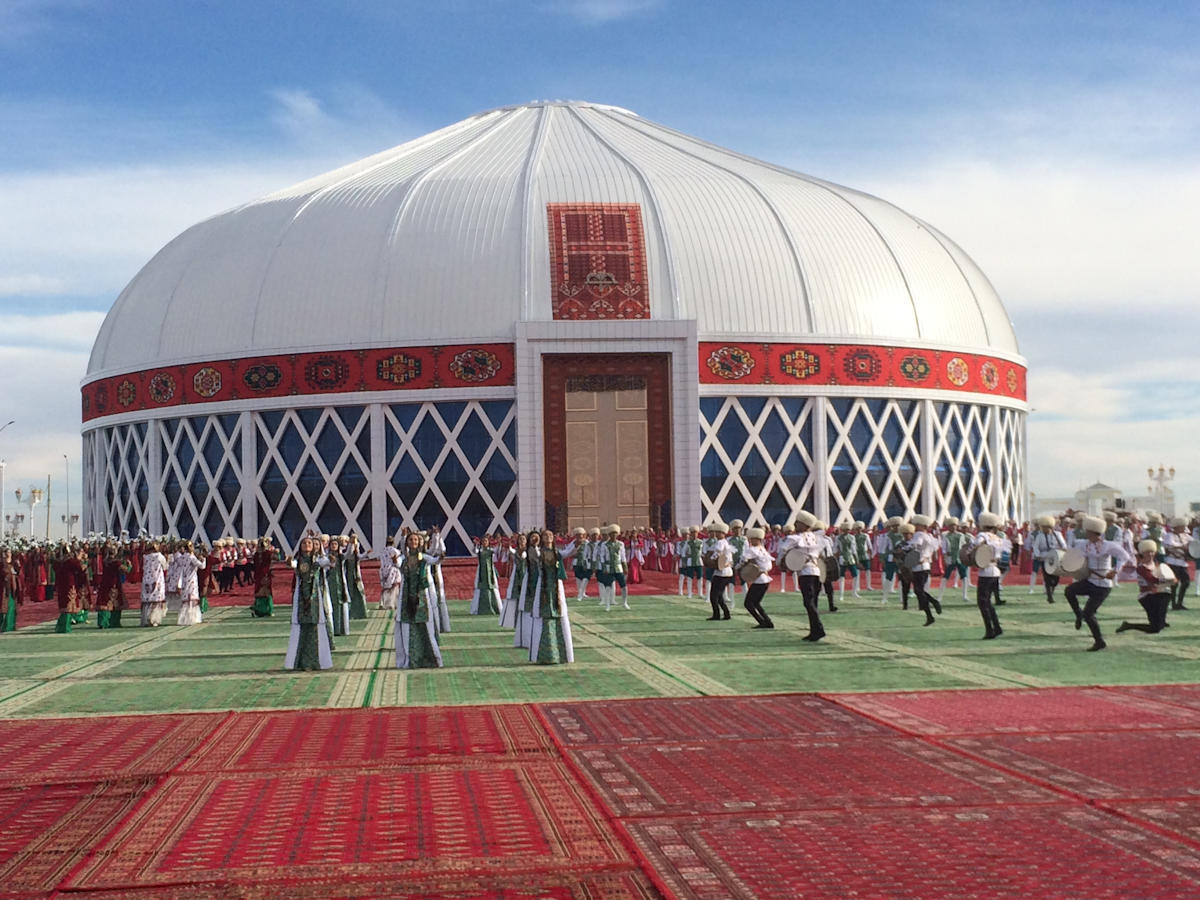
Veranstaltungshalle im Stil einer Jurte
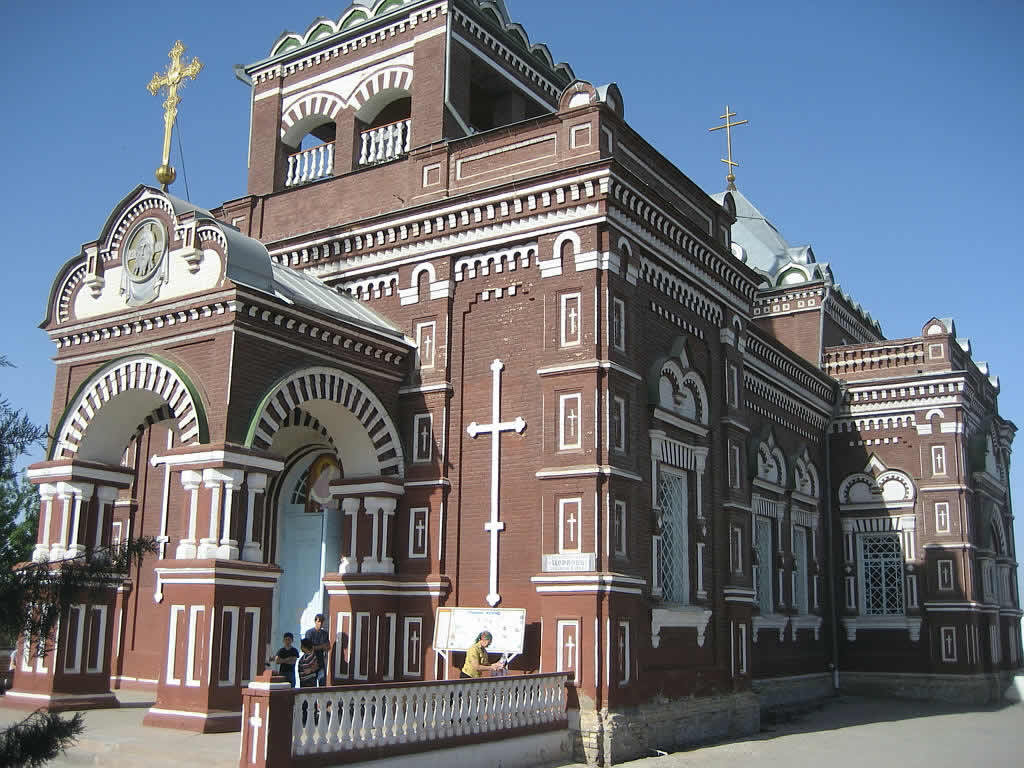
Pokrowskaja-Kirche

## Söhne und Töchter der Stadt
- Eduard Assadow (1923–2004), russischer Dichter
- Jelena Bonner (1923–2011), russische Politikerin, Kinderärztin, Dissidentin sowie Menschenrechtlerin und zweite Ehefrau von Andrei Sacharow
- Konstantin Konstantinow (* 1943), Bildhauer
- Aýgül Täjiýewa (1944–2009), turkmenische Politikerin und Dissidentin
- Hydyr Saparlyýew (* 1958), turkmenischer Politiker
- Hojamuhammet Toýçyýew (* 1992), Gewichtheber

## Kultur
Mit dem Mary-Museum befindet sich ein bedeutendes Museum in der Stadt, das über die lokale und nationale Geschichte anhand von circa 40.000 Exponaten informiert.

### Städtepartnerschaften
- Istanbul, Türkei
- Xi’an, Volksrepublik China, seit 2014